# Julio González Campos
Julio Diego González Campos (Alcalá de Guadaíra, 5 de abril de 1932-Madrid, 20 de noviembre de 2007) fue un catedrático de Derecho Internacional Público y Privado y Magistrado del Tribunal Constitucional de España. Estaba viudo desde el 18 de enero de 1984 y tenía dos hijos, Julio Víctor y Natalia.

## Biografía
Doctor en Derecho por la Universidad de Sevilla (1960), con una tesis sobre "La admisión de Estados en los organismos internacionales". En julio de 1960, obtuvo el prestigioso Diplôme en Derecho internacional público de l’Académie de Droit international de La Haya. Entre 1963 y 1971, fue Profesor adjunto de la Facultad de Derecho de la Universidad Complutense de Madrid, habiendo obtenido en diciembre de 1971 la Cátedra de Derecho internacional público y privado de la Universidad de Oviedo, que ocupó hasta octubre de 1979. En ese momento se trasladó a la Universidad Autónoma de Madrid (1979-2002). En ella fue, además, Decano de su Facultad de Derecho (1980-1982 ) y Rector (1982-1984). 
En relación con la enseñanza en centros extranjeros, ha sido Profesor de la Chaire Henri Rolin de la Vrije Universiteit Brussels (1984 ), impartiendo un curso sobre “Les structures de l’ordre juridique internacional“. Asimismo, Profesor invitado en la Universidad de Nápoles (1989), con un curso sobre “The Economic Aspects of International Law “ y en la Universidad de Paris II (1990), con un curso sobre “ Mesures coercitives et sanctions économiques internationales “. Ha impartido un Curso en la Académie de Droit international de La Haye en 1977 y, en el mismo centro, el “Cours général de Droit international privé” en 1987, siendo el primer español que lo hizo.
"Sus clases eran magistrales. Su sistema de docencia se basaba en el análisis de la práctica y los exámenes eran orales, una tradición que hoy se sigue manteniendo en Derecho Internacional y Comunitario", explica Bernardo Fernández Pérez, presidente del Consejo Consultivo de la Universidad de Oviedo, y uno de sus discípulos. 
Fue fundador de la denominada "Escuela de Oviedo de Internacionalistas". Doctor honoris causa]] de las Universidades de Salamanca (2000), Oviedo (2001) y Carlos III de Madrid (2002). También fue magistrado del Tribunal Constitucional de 1992 a 2001.
Ha participado como Delegado de España en la Conferencia de las N.U. sobre el Derecho de los tratados (1968-1969), en la Comisión Preparatoria de la Conferencia de las N.U. sobre el Derecho del Mar (1971-1973) y en la sesión de Caracas de la Conferencia (1974). En 2004-2005, ha sido miembro de la Delegación de España en la VI Comisión de la Asamblea General de las Naciones Unidas. En la práctica de las relaciones bilaterales, ha intervenido en las negociaciones para la delimitación de la plataforma continental entre España y Francia (Convención de París de 29 de enero de 1974) y para la reparación de los daños sufridos por dos pesqueros españoles (España / Francia) en 1976. Ha sido Consultor externo de la Asesoría Jurídica Internacional del Ministerio de Asuntos Exteriores de España en 1965-1976, 1984-1992 y 2003-2007. Habiendo realizado una extensa labor de investigación en el Archivo General del Ministerio de Asuntos Exteriores sobre la práctica internacional de España en el siglo XIX (1965-1970). 
Asimismo, ha participado como Delegado de España en las Sesiones diplomáticas de la Conferencia de La Haya de Derecho internacional privado (1972,1976,1980,1985 y 1988) y, como Delegado o Experto, en diversas Comisiones de la Conferencia de La Haya en el periodo (1974-1992) y en el de 2003-2005, así como en el Grupo Especial sobre la adhesión de la Comunidad Europea a la Conferencia (2004). En 1988, fue Presidente de la Comisión de Asuntos Generales y Política de la Conferencia de La Haya de Derecho Internacional.
Cuando se separaron el Derecho Internacional Público y Privado, disciplinas que iban unidas hasta los años 1980, González Campos optó por el Derecho Internacional Privado, "pero junto a Paz Andrés Sáenz de Santamaría, continuó siendo coautor del mejor curso, con gran prestigio del país", afirma Bernardo Fernández.
A la "Escuela de Oviedo de Internacionalistas", como se denominó al grupo de trabajo dedicado a la investigación y la docencia que constituyó Julio González Campos, pertenecen María Paz Andrés Sáenz de Santa María y Luis Ignacio Sánchez Rodríguez, ambos Catedráticos de Derecho Internacional Público y José Carlos Fernández Rozas, catedrático de Derecho Internacional Privado. Los dos últimos se han trasladado a la Universidad Complutense las enseñanzas y métodos de su "maestro".
Julio González Campos era conocido por su severidad, proporcional a su entrega a la enseñanza y a su "generosidad intelectual", según coinciden en afirmar los que lo conocieron. Cuando estaba en la Universidad de Oviedo no utilizaba su despacho. Trabajaba de la mañana a la noche con sus discípulos, rodeados de libros e inmersos en animadas, e incluso acaloradas discusiones sobre la realidad internacional. "Era una eminencia", resume Bernardo Fernández.
Estaba en posesión de la Gran Cruz de Orden de San Raimundo de Peñafort (1985); Gran Cruz de la Orden de Isabel la Católica (2004) y la Medalla de la Orden al Mérito Constitucional (2005).

## Principales publicaciones de Derecho internacional privado
1. La inmunidad de ejecución de los Estados y sus bienes: en torno a la STJCE de 15 de febrero de 2007 (Asunto C-292/05, Lechouritou) en colaboración con Alegría Borrás Rodríguez, en la Revista Española de Derecho europeo Nº. 23, (2007).
2. La constitución europea y el derecho internacional privado comunitario: ¿un espacio europeo de justicia en materia civil complementario o subordinado al mercado interior? En la obra colectiva Constitución Europea y derecho penal económico coordinada por Miguel Bajo Fernández, Silvina Bacigalupo Saggese, Carlos Gómez-Jara Díez, (2006).
3. “Reconocimiento y ejecución de decisiones judiciales extranjeras y respeto de los derechos humanos relativos al proceso” en Soberanía del Estado y Derecho internacional. Homenaje al Prof. Juan Antonio Carrillo Salcedo, t.II, Sevilla, (2005). 
4. [La Constitución Europea y el Derecho internacional privado comunitario: ¿un espacio europeo de justicia en materia civil complementario del mercado interior?, en la Revista electrónica de estudios internacionales, Nº. 9, (2005)].
5. “La Cour de Justice des Communautés Européennes et le non-Droit internacional privé” en Festschrift für Eric Jayme, tomo I, Sellier, Munich, (2004) 
6. “La loi nationale à l’heure de la reforme du Droit internacional privé espagnol“ en Mélanges en l´honneur de Paul Lagarde, Paris, (2004), en colaboración con A.Borrás.
7. “Diritto privato uniforme e dirittp internazionale privato” en Diritto internazionale privato e Diritto comunitario, dirigido por P. Picone Padua, Cedam, (2004).
8. “La technique conflictuelle et les objectifs et valeurs du droit matériel : la lex originis pour les biens culurels” en La protection internationale de biens culturels. Regards vers l’avenir, Atenas, Editions A.N.Sakkoulas (2003). 
9. Legislación básica de Derecho internacional privado (17ª edición, Madrid, Tecnos, 2007, en colaboración con A.Borras, N.Bouza y M.Virgos) 
10. “La reforma del sistema español de Derecho internacional privado” (Revista Española de Derecho Internacional, (2001).
11. “Diversification, spécialisation, fléxibilisation et matérialisation des règles de droit international privé. Cour général” en Recueil des Cours de l’Académie de Droit international de La Haye, t. 287, (2000).
12. ”Efforts concertés d’unification et coexistence des regles de droit international privé dans le système étatique” (E Pluribus Unum. Liber Amicorum G.A. L.Droz, La Haya, M.Nijhoff, (1996).
13. “El paradigma de la norma de conflicto multilateral” en Estudios Homenaje al Profesor Aurelio Menéndez Menéndez, t.IV, Madrid, Civitas, (1996) 
14. “El marco constitucional de los conflictos internos en España” en Europäische Binnermarkt, Internationales Privatrecht und Rechtsangleichung, Heidelberg, Müller Juristiche Verlag, 1995) 
15. Derecho internacional privado .Parte especial (6ª edición rev., Madrid, Eurolex, 1995 en colaboración con J.C.Fernández Rozas et al.) 
16. “Ámbito de aplicación en el espacio de la Ley de Propiedad intelectual de 1987” (Comentario a los arts.145-148, en Comentarios a la Ley de Propiedad Intelectual, Madrid, Tecnos, 1989, en colaboración con M.Guzmán Zapater) 
17. “Le commerce international de l’art en Droit espagnol” en La vente internationale d’objets d’art, Paris/Ginebra, Institute of International Business Law and Practices/Faculté de Droit, 1985, en colaboración con M.Virgós Soriano) 
18. “La nacionalidad española de origen” Comentario al art. 17 del Código Civil, en Comentarios a las reformas de nacionalidad y tutela, Madrid, Tecnos, 1986) 
19. “Competencia judicial internacional de los Tribunales españoles para declarar el concurso del deudor y eficacia en España del concurso declarado en el extranjero” en Revista Facultad Derecho Universidad C. Madrid, 1985) 
20. “Separación y divorcio en el Derecho internacional privado español” (Comentario al art. 107 del Código Civil, en Matrimonio y Divorcio. Comentarios al nuevo Título IV del Libro I del Código Civil, Madrid, Civitas, 1982, en colaboración Con Paloma Abarca Junco. 
21. “Aspectos internacionales de la situación concursal” en La reforma del Derecho de quiebra, Madrid, Civitas / Universidad y Empresa, (1982) 
23. “Cuestiones de D.internacional privado en las Comunidades Europeas“ en España y las Comunidades Europeas, Valladolid, Edit. Universidad, 1982. 
24. “La celebración del matrimonio ante funcionarios consulares en España . Algunos casos de la práctica del siglo XIX” en Estudios de Derecho internacional. Homenaje al Profesor A. Miaja de la Muela, t.II, Madrid, Tecnos, 1979) 
25. ”Las relaciones entre forum y ius en Derecho internacional privado. Caracterización y dimensiones del problema”, en Anuario de Derecho internacional, Pamplona, vol IV, 1978-1979. 
26. ”Les liens de la compétence judiciaire et de la compétence législative en Droit international privé” en Recueil ds Cours de l’Académie de Droit international de La Haye, t. 156 (1977-II) 
27. “Sobre los orígenes del matrimonio consular de los españoles en el extranjero” en Estudios Jurídicos en Homenaje al Profesor Federico de Castro, vol.I, Madrid Tecnos, (1976). 
28. “Sobre el convenio de arbitraje en Derecho internacional privado español “ en Anuario de Derecho internacional, vol. II, Pamplona, 1975) 
29. “El convenio entre España y Francia de 28 de mayo de 1969 sobre reconocimiento y ejecución de decisiones extranjeras “ en Estudios de Derecho internacional Homenaje al Profesor Luis Sela Sampil, vol. II, Oviedo, Edit. Universidad, (1970). 
30. “La Revolución de 1868 y la codificación del Derecho internacional privado en Europa” en Revista de la Facultad Derecho Universidad de Madrid, 1969)

## Principales publicaciones de Derecho internacional público
- "El Derecho internacional público en la jurisprudencia constitucional (1981-2005)" (2014).

- "La Constitución europea y el Derecho Internacional privado comunitario: ¿un espacio europeo de justicia en materia civil complementario del mercado interior?; en la Revista Electrónica de Estudios Internacionales, nº 9 (2005).

- Algunas cuestiones relativas a los tratados internacionales en la jurisprudencia del Tribunal Constitucional en el Libro Homenaje al Profesor. J. A. Pastor Ridruejo, Madrid, Tecnos, (2005)

- Las reivindicaciones de Marruecos sobre los territorios españoles del Norte de África. (Madrid, Real Instituto Elcano, 2004).

- Sobre la práctica en Derecho internacional y comunitario: los datos de su evolución y las tareas del jurista en la realidad actual“ en Iniciación a la práctica en Derecho internacional y Derecho comunitario europeo. Madrid, Universidad de Alcalá de Henares /M. Pons, 2003)

- Curso de Derecho internacional público. (3ª edición, Madrid, Civitas, 2003, en colaboración con L. I. Sánchez Rodríguez y M. P. Andrés Sáenz de Santa María)

- Legislación básica de Derecho internacional público. (3ª ed., Madrid, Tecnos, 2003, en colaboración con M.P.Andrés Sáenz de Santa María)

- Materiales de prácticas de Derecho internacional público. (3ª ed. Madrid, Tecnos, 2002, en colaboración con L. I. Sánchez Rodríguez y M. P. Andrés Sáenz de Santa María).

- La interacción entre el Derecho internacional y el Derecho interno en materia de Derechos humanos en El Derecho internacional en los albores del siglo XXI. Homenaje al Profesor J. M. Castro-Rial Canosa, Madrid, edit. Trotta, 2002).

- Las normas internacionales sobre Derechos humanos y los derechos reconocidos en la Constitución española. Art.10.2 C.E. en Tres Lecciones sobre la Constitución. Editorial Megablum, Sevilla, 1999)

- “La participación de las Comunidades Autónomas en la celebración y ejecución de los tratados internacionales“ en Relaciones internacionales y Comunidades Autónomas. Barcelona, Institut d’Estudis Autonòmics de Catalunya, 1990).

- ”El ingreso de España en las Comunidades europeas y los efectos del Acta de adhesión “ en Tratado de Derecho Comunitario europeo dirigido por E. García de Enterría, J. D. González Campos y S. Muñoz Machado, Madrid, Civitas, 1986, t. I, en colaboración con J. L. Piñar Mañas).

- ”Reglamentación internacional de las pesquerías. Los intereses españoles y la solución del problema pesquero” en Estudio del Derecho del Mar en Galicia, Santiago de Compostela, Edit. Universidad, 1979, en colaboración con L.I. Sánchez Rodríguez).

- “Las relaciones entre España y la C.E.E. en materia de pesca” en Il regime della pesca nella comunita Europea, Milan, Giuffré, 1979

- “La recepción de las normas convencionales en el ordenamiento español” (Comentario al art. 1.5 del Código civil, en Comentarios a las reformas del Código civil, Madrid, Tecnos, 1977).

- ”Derechos humanos y situaciones coloniales” en Política y Derechos humanos, Valencia, edit.Tirant Lo Blanc, 1976)

- ”La navegación por el mar territorial, incluidos los estrechos” en La actual revisión del Derecho del Mar. Una perspectiva española, t.I, Parte I, Madrid, Ministerio de Asuntos Exteriores, 1974)

- “La polarización del Derecho convencional en torno a las Organizaciones internacionales y el futuro del Derecho de los tratados” en Libro Homenaje a Sayagües.Laso, vol.II, Madrid, Civitas, 1969)

- “ El caso del Virgen del Refugio /1864) y el derecho de visita en alta mar” (Revista Española de Derecho Internacional, 1968)

- “ La aplicación del futuro Convenio sobre el Derecho de los tratado a los acuerdos vinculados con Organizaciones internacionales“ en Estudios Homenaje a D. Antonio de Luna, Madrid, C.S.I.C., 1968)

- ”Libertad religiosa y reclamaciones internacionales en España . El caso Frith“ en Homenaje al Profesor Jiménez Fernández, vol .I, Sevilla, (1967).

- “Las Naciones Unidas y la protección de los Derechos humanos” en O.N.U. Año XX, Madrid, Tecnos, (1966).

- “ La contribución de la Conferencia de Berlín, 1884-1885, al Derecho de las Organizaciones internacionales“ Revista Española de Derecho Internacional, 1964)

- ” Consideraciones sobre los problemas de la sucesión de Estados” en la Revista Española de Derecho internacional, 1963)

- “Problemas de sucesión de Estados en las Comisiones Fluviales Internacionales (Revista de Derecho Español y Americano, 1963)

- ” La coexistencia internacional en la Pacem in Terris en Comentarios Civiles a la Pacem in Terris, Madrid, Edit. Taurus, 1963).

- “ La VI Comisión de la Asambla General de las N.U. y el Derecho internacional de la coexistencia pacífica” (Revista de la Facultad Derecho Universidad Madrid, 1963).

- “ Notas sobre la práctica de las Organizaciones internacionales respecto a los efectos de la sucesión de Estados en el estatuto de miembro de Organización” en Revista Española de Derecho Internacional, 1962)

- “El dictamen del T.I.J. de 8 de julio de 1960 y la composición de los órganos de las instituciones internacionales” en Revista Española de Derecho Internacional, (1962).

## Otras publicaciones jurídicas
- “Derecho y literatura en Úrsula Mirquët, de Honoré de Balzac” en la obra colectiva en Homenaje al profesor Dr. Gonzalo Rodríguez Mourullo, 2005, pags. 2009-2026. Se puede acceder desde Global Politics and Law
- "Literatura y derecho en El Proceso de Kafka".
- "Los Acuerdos nulos de Madrid entre España, Marruecos y Mauritania sobre el Sahara Occidental".
- El uso de la fuerza en la sociedad internacional (I)
- El uso de la fuerza en la sociedad internacional (II).
- El uso de la fuerza en la sociedad internacional (III)
- La admisión de España en la ONU.

- Datos: Q5955332